# Jikijem
Jikijem (ou Jikejem) est une localité du Cameroun située dans l'arrondissement d'Oku (Elak-Oku), le département du Bui et la Région du Nord-Ouest.

## Population
En 1969, la localité comptait 2 709 habitants, principalement des Nso.
Lors du recensement de 2005, on y a dénombré 4 500 personnes.